# Thomas Sexton
Thomas Sexton (Invercargill, 19 novembre 1998) è un pistard e ciclista su strada neozelandese che corre per il St George Continental Cycling Team.

## Palmarès

### Pista
- 2015

Adelaide Cycling Grand Prix, Corsa a punti Junior (Adelaide)
- 2016

Campionati del mondo, Inseguimento a squadre Junior (con Jared Gray, Campbell Stewart e Connor Brown)
- 2017

Campionati neozelandesi, Inseguimento a squadre (con Joshua Haggerty, Nick Kergozou e Anton O'Connell)
Campionati oceaniani, Americana (con Campbell Stewart)
3ª prova Coppa del mondo 2017-2018, Inseguimento a squadre (Milton, con Campbell Stewart, Jared Gray e Nick Kergozou)
4ª prova Coppa del mondo 2017-2018, Inseguimento a squadre (Santiago del Cile, con Harry Waine, Jared Gray, Nick Kergozou e Campbell Stewart)
4ª prova Coppa del mondo 2017-2018, Americana (Santiago del Cile, con Campbell Stewart)
- 2018

Campionati oceaniani, Inseguimento a squadre (con Sam Dobbs, Harrison Waine e Aaron Wyllie)
- 2019

Campionati neozelandesi, Inseguimento a squadre (con Edward Dawkins, Nick Kergozou e Corbin Strong)
Campionati oceaniani, Inseguimento a squadre (con Aaron Wyllie, Sam Dobbs e Harry Waine)
5ª prova Coppa del mondo 2018-2019, Inseguimento a squadre (Cambridge, con Regan Gough, Jordan Kerby, Nick Kergozou e Campbell Stewart)
6ª prova Coppa del mondo 2018-2019, Americana (Hong Kong, con Campbell Stewart)
Fastest Man on Wheels, Corsa a punti
Fastest Man on Wheels, Americana (con Regan Gough)
US Sprint Grand Prix, Scratch
- 2020

Campionati neozelandesi, Americana (con Laurence Pithie)
- 2021

Campionati neozelandesi, Inseguimento a squadre (con Hamish Keast, Nick Kergozou e Corbin Strong)
Campionati neozelandesi, Americana (con Regan Gough)
- 2022

Campionati neozelandesi, Inseguimento individuale
Giochi del Commonwealth, Inseguimento a squadre (con Jordan Kerby, Campbell Stewart e Aaron Gate)
Campionati neozelandesi, Americana (con Campbell Stewart)
- 2023

GP Cambridge, Americana (con Campbell Stewart)
GP Cambridge, Omnium
Grassroots Velodrome GP, Americana (con Campbell Stewart)
Grassroots Velodrome GP, Omnium
Singen, Americana (con Aaron Gate)
New Zealand GP, Americana (con Kelland O`Brien)
- 2024

Campionati oceaniani, Inseguimento a squadre (con Daniel Bridgwater, Keegan Hornblow e George Jackson)
Campionati oceaniani, Americana (con Aaron Gate)
New Zealand GP, Corsa a punti
New Zealand GP, Americana (con Campbell Stewart)
- 2025

Campionati oceaniani, Inseguimento individuale
Campionati oceaniani, Corsa a punti
Campionati oceaniani, Americana (con Campbell Stewart)

### Strada
- 2016 (Juniores, una vittoria)

5ª tappa Tour de Lakes (Queenstown > Glenorchy)
- 2022 (Bolton Equities Black Spoke Pro Cycling, una vittoria)

Prologo Turul României (Satu Mare)
- 2023 (Bolton Equities Black Spoke Pro Cycling, una vittoria)

Campionati oceaniani, Prova a cronometro (con la Nazionale neozelandese)

#### Altri successi
- 2020 (Dilettanti)

Prologo Tour of Southland (Invercargill, cronosquadre)
- 2021 (Black Spoke Pro Cycling)

Prologo Tour of Southland (Invercargill, cronosquadre)
- 2024 (St George Continental Cycling Team)

3ª tappa Tour of Southland (Riverton > Te Anau)

## Piazzamenti

### Competizioni mondiali
- Campionati del mondo su strada

Glasgow 2023 - Cronometro Elite: 29º
- Campionati del mondo su pista

Aigle 2016 - Inseguimento a squadre Junior: vincitore
Aigle 2016 - Chilometro a cronometro Junior: 10º
Aigle 2016 - Americana Junior: 2º
Apeldoorn 2018 - Scratch: 17º
Pruszków 2019 - Inseguimento a squadre: 8º
Pruszków 2019 - Scratch: 3º
Pruszków 2019 - Corsa a punti: 18º
Saint-Quentin-en-Yvelines 2022 - Inseguimento a squadre: 5º
Saint-Quentin-en-Yvelines 2022 - Inseguimento individuale: 6º
Glasgow 2023 - Inseguimento a squadre: 3º
Glasgow 2023 - Inseguimento individuale: 11º
- Giochi olimpici

Parigi 2024 - Inseguimento a squadre: 5°